# Баконидрако
Баконидрако (лат. Bakonydraco) — род птерозавров из подсемейства Tapejarinae семейства тапеярид, живших в позднемеловую эпоху (сантонский век) на территории современной Венгрии.

## Этимология
Род в 2005 году назвали David Weishampel, Atilla Ősi и Coralia Jianu. Единственным видом является Bakonydraco galaczi. Родовое название дано в честь гор Баконь (места находки) с добавлением латинского слова draco — «дракон». Видовое название дан в честь профессора András Galácz, который помог авторам с исследовательской программой Iharkút, с помощью которой окаменелости в 2000 году были извлечены из бокситной шахты открытой добычи. Это первые остатки птерозавров, найденные в Венгрии.

## Описание

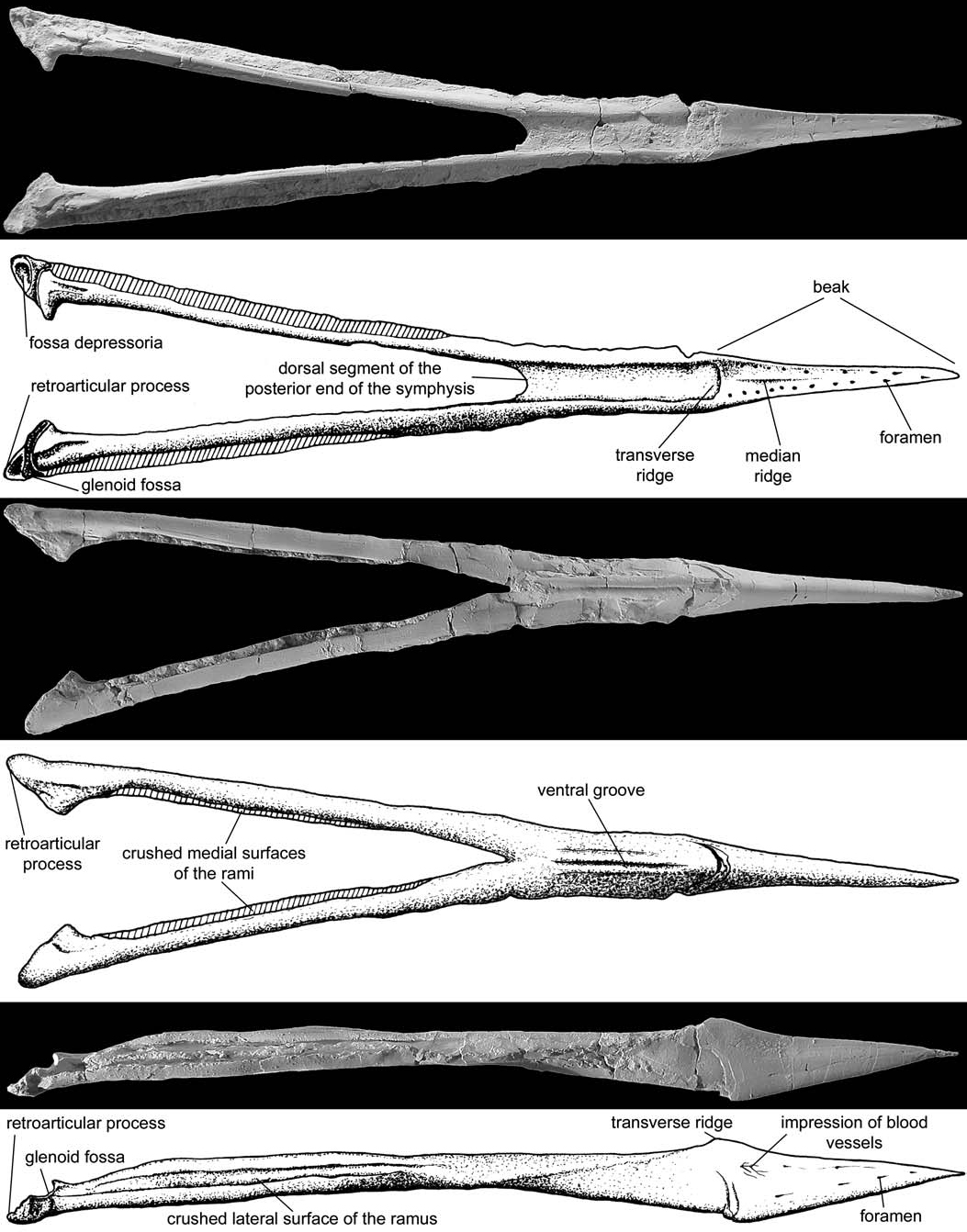
Образец голотипа

Вид Bakonydraco galaczi основан на голотипе MTM Gyn/3, почти полной нижней челюсти, найденном в отложениях формации Csehbánya гор Баконь на западе Венгрии. К этому виду отнесён в качестве паратипа образец MTM Gyn/4, 21: части симфиза другой челюсти; кости крыла и шейные позвонки неизвестного аждархоида, найденные в той же области, также могут принадлежать тому же виду.
Нижние челюсти беззубые. Две половинки челюсти фронтально слиты на половину от общей длины, образуя длинную заострённую секцию, сжатую с боков и расширенную по вертикали, что придаёт челюсти вид наконечника копья или стрелы. Расширение сформировано как на нижнем крае, так и на верхней поверхности, где самая верхняя точка согласовывается с поперечной кромкой, разделяющей прямую заднюю половину симфиза и заострённый край передней части. Длина голотипа равняется 29 сантиметрам, откуда вычислен примерный размах крыльев особи, равный от 3,5 до 4 метров, что является средним размером для птерозавров. Челюсть несколько выше, чем у представителей аждархид, и напоминает челюсть тапежары. Животное могло кормиться рыбой или быть плотоядным.

## Систематика
Авторы открытия поместили род в семейство аждархид. В 2013 году Андрес и Майерс предположили, что баконидрако на самом деле является тапеяридом, сестринским таксоном для тапежары и Tupandactylus. Действительно, первоначальный документ с описанием этого вида сравнивал челюсть голотипа с тапежарой и Sinopterus, подразумевая причастность баконидрако к этой кладе (или, по крайней мере, большое число схожих черт). В дальнейшем эта гипотеза получила подтверждение в работе Брайана Андреса, Джеймса Кларка и Сюй Сина 2014 года, уточнив положения рода до подсемейства Tapejarinae. Таким образом баконидрако является одним из самых поздних представителей этого подсемейства, известных на сегодняшний день (вторым является вид Caiuajara dobruskii).